# Валериј Пољаков
Валериј Владимирович Пољаков (рус. Валерий Владимирович Поляков; Тула, 27. април 1942 — Москва, 19. септембар 2022) био је руски космонаут. Он држи светски рекорд за најдужи лет у свемир икада. Боравио је на станици Мир дуже од 14 месеци (437 дана 18 сати). Укупно је у свемиру провео више од 22 месеца.
Изабран је за космонаута 1972. године. Први пут је полетео у свемир 1988. године летелицом Сојуз ТМ-6. Вратио се на Земљу 240 дана касније летелицом Сојуз ТМ-7. Други пут је летео у свемир током 1994—1995. г. када је провео више од 437 дана у свемиру. Полетео је 8. јануара 1994. г. летелицом Сојуз ТМ-18, а вратио се на Земљу 22. марта 1995. године летелицом Сојуз ТМ-20. Тиме је поставио рекорд за континуалан боравак човека у свемиру који још увек није оборен.

## Спољашњи везе
- Биографија на сајту